# ギオルギ・クヴィリカシヴィリ
ギオルギ・クヴィリカシヴィリ（グルジア語: გიორგი კვირიკაშვილი、グルジア語ラテン翻字: Giorgi Kvirikashvili、1967年7月20日 – ）は、ジョージアの政治家。2015年12月30日から2018年6月20日まで同国首相を務めた。経済・持続的発展大臣や外務大臣、副首相などを歴任した。欧州との統合深化や、外国からの投資の誘致を主導してきた。

## 経歴
トビリシに生まれる。1986年まで1988年まで、ソビエト連邦陸軍で兵役を勤めた。1991年に内科学の学位を得てトビリシ国立医科大学を、1995年に経済学の学位を得てトビリシ国立大学をそれぞれ卒業した。1998年にはイリノイ大学から財政学の修士号を取得した。
1993年から1999年まで、クヴィリカシヴィリはグルジアのさまざまな銀行の重役を歴任した。1999年には新右翼党所属の国会議員となり、2004年まで在職した。バラ革命によってミヘイル・サアカシュヴィリがグルジアの大統領に就任すると、クヴィリカシヴィリはビジネス界に戻った。2006年から2011年には、大富豪で実力者のビジナ・イヴァニシヴィリが所有するカルトゥ銀行の代表取締役を務めた。2012年10月の国会議員選挙でイヴァニシヴィリのグルジアの夢＝民主グルジア連合がサアカシュヴィリの統一国民運動に勝利し、イヴァニシヴィリが政界入りすると、クヴィリカシヴィリは同月、イヴァニシヴィリ内閣の経済・持続的発展大臣に任命された。これに加えて、2013年7月には副首相にも就任した。2013年11月にはイヴァニシヴィリが後継者として指名したイラクリ・ガリバシヴィリに首相が交代したが、その内閣でもクヴィリカシヴィリは従前の役職に留まった。
2015年12月にグルジアの夢連合は、ガリバシヴィリの辞任表明をうけてクヴィリカシヴィリを新首相に指名した。12月30日に行われた国会の投票の結果、クヴィリカシヴィリとその内閣は86票対28票で信任された。クヴィリカシヴィリ政権は、経済成長と起業の促進に重点を置く考えを示した。外交政策では、クヴィリカシヴィリはジョージアとアメリカの関係を「地域の安定、経済開発、民主化の支柱」としたいと述べている。2018年6月13日、与党指導者のイヴァニシヴィリとの対立を原因に首相を辞任。